# Zeman International
Die Zeman Gruppe ist ein Stahlbau-Konzern mit Sitz in Wien. Das Unternehmen wurde 1965 gegründet und erwirtschaftet heute mit international 700 Mitarbeitern einen Umsatz von 140 Millionen Euro. Zeman ist Mitglied im Österreichischen Stahlbauverband.

## Geschichte
Die Firma Zeman & Co GmbH wurde 1965 von Hans Zeman gegründet. Die ersten Konstruktionen wurden zunächst noch unter einem Flugdach und unter freiem Himmel hergestellt, bevor die erste eigene Werkshalle in Scheifling, Steiermark, errichtet wurde. Ab 1976 exportierte Zeman Fertigteilhäuser nach Saudi-Arabien. Mitte der 70er Jahre begann Zeman mit der Produktion eigener Stahlerzeugnisse. Gestützt auf die Legato- und SIN-Technologie erweiterte Zeman sein Geschäftsfeld um den Maschinenbau. 1991 wurde das Unternehmen „Florprofile“ gegründet, das vor allem in Mittel- und Osteuropa tätig war. Mit der Komplettübernahme der Firma PEM Industriebau & Hallenbau und der freundschaftlichen Integration in die Firmengruppe 2003 erweiterte Zeman seinen Tätigkeitsbereich im Projektgeschäft von England bis zum Ural.
Die Zeman Gruppe umfasst heute 21 Betriebe in ganz Europa und in Nahost und ist nach wie vor vollständig in privater Hand. Sie wird nun in der zweiten Generation von Peter Zeman, dem Sohn und Nachfolger des Firmengründers Hans Zeman, geführt. Zu den Tätigkeiten gehören die Fertigung und Montage von Stahlkonstruktionen, Stahl- und Glasfassaden, die Konstruktion und der Bau von Maschinen zur Stahlverarbeitung, der Anlagenbau und schwerer Industriebau. Die Zeman Gruppe agiert darüber hinaus auch als Generalunternehmer bei Bauprojekten. Zu den Projekten des Unternehmens zählen in Österreich unter anderem das EM-Fußballstadion Innsbruck, der Tower am Flughafen Wien, das Tech Gate Vienna und das Gerhard-Hanappi-Stadion in Wien.
Am 27. August 2020 kam es durch die Zeman Beteiligungsgesellschaft mbH zur Übernahme der Waagner Biro steel and glass GmbH mit Büros in Wien, London, Abu Dhabi sowie Dubai. Mit April 2021 wurde die Zeman Bauelemente GmbH erfolgreich verkauft, die zu dieser Zeit nach eigenen Angaben Innovationsführer in der Planung und Konstruktion von schlüsselfertigen Fabriken zur Produktion von Stahlkonstruktionen war.
Die eigene Fertigungskapazität für Stahlkonstruktionen in Österreich, Polen und der Türkei beträgt 35.000 Tonnen p. A.

## Firmengruppe
- Zeman & Co GmbH (Österreich)
- PEM Gesellschaft mbH (Österreich)
- PEM GmbH (Deutschland)
- PEM Epitesi Kft (Ungarn)
- PEM Haly s.r.o. (Slowakei)
- PEM Ukraine Ltd (Ukraine)
- S.C. PEM Hale s.r.l. (Rumänien)
- PEM GmbH (Russland)
- Gerba GmbH (Deutschland)
- Gerba Montage GmbH (Deutschland)
- Faber és Társa Kft (Ungarn)
- Waagner Biro steel and glass GmbH (Österreich)
- Waagner-Biro Limited (UK)
- Waagner-Biro Emirates Contracting LLC (Vereinigte Arabische Emirate)
- Zeman HDF Spólka z o.o. (Polen)
- Zekon Spólka z o.o. (Polen)
- Zbs Alfaçelik İnşaat Sanayi ve Ticaret A.Ş. (Türkei)
- Zeman Çelik Yapı İnşaat Sanayi ve Ticaret A.Ş. (Türkei)
- Zeman PEM spol. s.r.o. (Tschechien)
- Kovové profily s.r.o. (Tschechien)
- Kovové profily SR s.r.o. (Slowakei)